# Francisco Coloane
Francisco Coloane Cárdenas (Quemchi, Región de Los Lagos; 19 de julio de 1910-Santiago, 5 de agosto de 2002) fue un escritor chileno perteneciente a la llamada Generación del 38. Obtuvo el Premio Nacional de Literatura en 1964.

## Biografía
Nace en Quemchi el 19 de julio de 1910, siendo hijo de Juan Agustín Coloane, capitán de barcos balleneros y mercantes, y de Humiliana Cárdenas, pequeña propietaria agrícola. Nació en un palafito en la costanera y estudió en las escuelas primarias de Quemchi, en Huite y después pasó al Colegio Seminario Conciliar de Ancud, para finalmente ir al Liceo Salesiano San José de Punta Arenas.
Comenzó su vida laboral muy temprano, cuando aún estudiaba; también en esa época empezó a escribir y a publicar sus primeros relatos en la prensa regional. En 1929 fue contratado como aprendiz de capataz en una estancia ganadera de Tierra del Fuego, experiencia esta que marcó sus escritos, con un estilo sencillo y ágil. También encontraron reflejo en sus libros su trabajo de escribiente en la Armada de Chile y en expediciones petrolíferas en la provincia de Magallanes.
Sus obras se caracterizan por desarrollarse en el extremo austral de América del Sur y los mares australes. Es así como un viaje en el buque escuela General Baquedano en 1933 le sirvió como inspiración para su novela El último grumete de la Baquedano.
En 1932 se casó con Manuela Silva y, después de enviudar, con Eliana Rojas Sánchez en 1944.
Participó en la Primera Expedición Antártica Chilena en 1947 y vivió en Pekín de 1962 a 1964, donde trabajó en la revista China Reconstruye y en el Instituto de Lenguas Extranjeras. Por otro lado, desarrolló una extensa labor periodística y colaboró con medios chilenos como La Crónica, El Siglo y la revista Zig-Zag.
Fue presidente de la Sociedad de Escritores de Chile (1966) y en 1980 fue elegido miembro de la Academia Chilena de la Lengua, donde ocupó el sillón N°16. También fue uno de los fundadores de la Hermandad de la Costa de Chile, junto al periodista Andrés Sabella.
En 1983 su novela El último grumete de la Baquedano fue llevada al cine como El último grumete por el director Jorge López. En 2000 su novela Tierra del Fuego inspiró la cinta Tierra del Fuego, dirigida por Miguel Littín y escrita por este, el novelista chileno Luis Sepúlveda y el guionista italiano Tonino Guerra.
Fallece en Santiago de Chile el 5 de agosto de 2002 a los 92 años. Sus restos fueron incinerados y posteriormente lanzados al mar de Quemchi, la Patagonia y Quintero.

## Homenajes
Algunas de sus novelas y cuentos se han traducido a diferentes idiomas como el inglés, ruso, sueco, eslovaco, francés, alemán, checo, húngaro, griego, búlgaro y portugués. Fue comparado con Melville, Verne y Conrad por críticos franceses.
Obtuvo múltiples reconocimientos, entre los que destaca el Premio Nacional de Literatura 1964.
Liceos, parques, calles e instituciones llevan su nombre en Chile. En Quemchi, su ciudad natal, funciona la Casa Museo Francisco Coloane, inaugurada en 2010 a un costado de la Biblioteca Pública. En esta ciudad, además, un monumento de la plaza de armas está dedicado a su memoria, y la principal radio local lleva su nombre.

## Obra

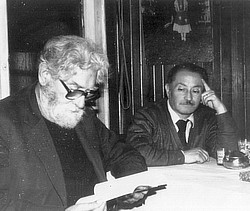
Francisco Coloane (izquierda) junto al escritor Mario Uribe.

### Novelas
- El último grumete de la Baquedano, novela infantil, Editorial Zig-Zag, Santiago (1941); descargable desde Memoria Chilena
- Los conquistadores de la Antártica, Zig-Zag, Santiago (1945)
- El camino de la ballena, Zig-Zag, Santiago (1962)
- Rastros del guanaco blanco, Zig-Zag, Santiago (1980)

### Cuentos
- Cabo de Hornos, Orbe, Santiago (1941). Contiene 14 cuentos:
  - Cabo de Hornos; La voz del viento; El témpano de Kanasaka; El "Flamenco"; El australiano; El páramo; Palo al medio; El último contrabando; El vellonero; "Cururo"; El suplicio de agua y luna; Perros, caballos, hombres; La venganza del mar; La gallina de los huevos de luz
- Golfo de Penas, Cultura, Santiago (1945). Contiene 4 cuentos:
  - Golfo de Penas; Tierra de olvido; Témpano sumergido; y La botella de caña
- Tierra del Fuego, Editorial del Pacífico, Santiago (1956). Contiene 8 cuentos:
  - Tierra del Fuego; En el caballo de la aurora; De cómo murió el chilote Otey; Cinco marineros y un ataúd verde; Rumbo a Puerto Edén; Tierra de olvido; Témpano sumergido; y La botella de caña
- El témpano de Kanasaka y otros cuentos, Editorial Universitaria, Santiago (1968). Contiene 12 relatos:
  - Cabo de Hornos; El témpano de Kanasaka; El australiano; El último contrabando; “Cururo”; Perros, caballos, hombres; La venganza del mar; La gallina de los huevos de luz; Golfo de Penas; En el caballo de la aurora; De cómo murió el chilote Otey; y La botella de caña
- El chilote Otey y otros relatos, Quimantú, Santiago (1971), descargable desde Memoria Chilena. Contiene 10 cuentos:
  - El chilote Otey, La botella de caña, Témpano sumergido, Tierra del Fuego, Cinco marineros y un ataúd verde, Rumbo a Puerto Edén, Golfo de Penas, Cabo de Hornos, El témpano de Kanasaka y Tierra de olvido
- Cuentos completos (1999)
- Cuentos Escogidos, Alfaguara, (2020)
  - Cabo de Hornos; La voz del viento; El témpano de Kanasaka; El "Flamenco"; El australiano;El vellonero; La venganza del mar; La gallina de los huevos de luz; Golfo de Penas; Paso de abismo; Madera seca; Cazadores de Focas; Don oscar y el fantasma; Pedro Soldado; Balleneros de Quintay; Tierra del Fuego; De cómo murió el chilote Otey; Cinco marineros y un ataúd verde; Rumbo a Puerto Edén; Tierra de olvido; Témpano sumergido; La botella de caña; El constructor del faro; El inglés de Lockroy y Galope en la Patagonia

### Teatro
- La Tierra del Fuego se apaga, Cultura, Santiago (1945)

### Crónicas
- Viaje al Este (1958)
- Crónicas de la India, Nascimento, Santiago (1983)
- Velero anclado (1995)
- Papeles recortados (escritos sobre su vida en China) LOM (2004), con prólogo de Armando Uribe[18]

### Memorias
- Los pasos del hombre (2000)
- Última carta, Editorial Universidad de Santiago, (2005)[19]

## Filmografía
| Año  | Título                  | Rol                              | Notas                   | Ref.   |
| ---- | ----------------------- | -------------------------------- | ----------------------- | ------ |
| 1944 | Romance de medio siglo  | Guionista                        | Largometraje de ficción | [ 20 ] |
| 1947 | Si mis campos hablaran  | Guionista                        | Largometraje de ficción | [ 21 ] |
| 1956 | Cabo de Hornos          | Intérprete y basada en su novela | Largometraje de ficción | [ 22 ] |
| 1962 | Parkinsonismo y cirugía | Guionista y voz en off           | Cortometraje documental | [ 23 ] |
| 1983 | El último grumete       | Basada en su novela              | Largometraje de ficción | [ 24 ] |
| 2000 | Tierra del Fuego        | Basada en su relato              | Largometraje de ficción | [ 25 ] |
| 2005 | Siaskel, el gigante     | Basada en su relato              | Animación               | [ 26 ] |

## Premios y reconocimientos

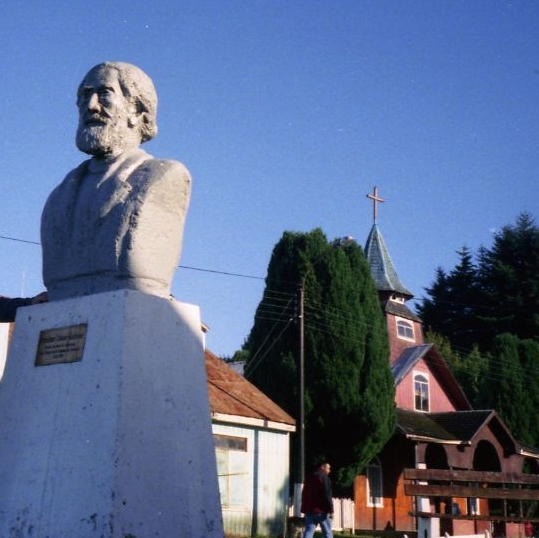
Busto de Coloane en Quemchi.

- Premio de Novela Infantil 1940 (editorial Zig-Zag junto con la Sociedad de Escritores de Chile) por El último grumete de la Baquedano
- Premio Municipal de Cuento 1956 (Santiago de Chile)
- Premio de la Sociedad de Escritores de Chile 1957
- Premio Nacional de Literatura de Chile 1964
- Hijo Ilustre de Quemchi (1968)
- Premio de Extensión Cultural Municipal, Castro (1995)
- Orden al Mérito Gabriela Mistral (2000)[27]
- Orden de las Artes y las Letras (Francia)
- Medalla Apóstol Santiago (2000)[28]